# Faïz Selemani
Faïz Selemani (ur. 14 listopada 1993 w Marsylii) – komoryjski piłkarz występujący na pozycji skrzydłowego w saudyjskim klubie Al-Hazem oraz w reprezentacji Komorów.

## Kariera klubowa

### Consolat Marsylia
1 lipca 2014 podpisał kontrakt z klubem Consolat Marsylia. Zadebiutował 8 sierpnia 2014 w meczu Championnat National przeciwko SR Colmar (3:2). Pierwszą bramkę zdobył 13 lutego 2015 w meczu ligowym przeciwko Vendée Poiré-sur-Vie Football (1:2).

### Chamois Niortais
31 sierpnia 2015 przeszedł do drużyny Chamois Niortais. Zadebiutował 11 września 2015 w meczu Ligue 2 przeciwko AS Nancy (1:1). Pierwszą bramkę zdobył 30 października 2015 w meczu ligowym przeciwko AC Ajaccio (3:1).

### FC Lorient
24 czerwca 2016 podpisał czteroletni kontrakt z zespołem FC Lorient. Zadebiutował 13 sierpnia 2016 w meczu Ligue 1 przeciwko SM Caen (3:2).

### Tours FC
27 stycznia 2017 został wysłany na półroczne wypożyczenie do klubu Tours FC. Zadebiutował 3 lutego 2017 w meczu Ligue 2 przeciwko Stade de Reims (1:1). Pierwszą bramkę zdobył 21 kwietnia 2017 w meczu ligowym przeciwko AJ Auxerre (1:1).

### AC Ajaccio
23 stycznia 2018 udał się na wypożyczenie do drużyny AC Ajaccio. Zadebiutował 27 stycznia 2018 w meczu Ligue 2 przeciwko Tours FC (2:1). Pierwszą bramkę zdobył 11 maja 2018 w meczu ligowym przeciwko Chamois Niortais (2:2).

### Royale Union Saint-Gilloise
28 sierpnia 2018 przeszedł do zespołu Royale Union Saint-Gilloise. Zadebiutował 15 września 2018 w meczu Eerste klasse B przeciwko KSV Roeselare (2:0). Pierwszą bramkę zdobył 21 września 2018 w meczu ligowym przeciwko AFC Tubize (0:2).

### KV Kortrijk
19 sierpnia 2019 podpisał trzyletni kontrakt z klubem KV Kortrijk. Zadebiutował 1 grudnia 2019 w meczu Eerste klasse A przeciwko KAA Gent (0:2). Pierwszą bramkę zdobył 21 grudnia 2019 w meczu ligowym przeciwko KAS Eupen (1:2).

## Kariera reprezentacyjna

### Komory
W 2017 roku otrzymał powołanie do reprezentacji Komorów. Zadebiutował 11 listopada 2017 w meczu towarzyskim przeciwko reprezentacji Madagaskaru (1:1). Pierwszą bramkę zdobył 14 listopada 2019 w meczu kwalifikacji do Pucharu Narodów Afryki 2021 przeciwko reprezentacji Togo (0:1).

## Statystyki

### Klubowe
(aktualne na dzień 18 lipca 2021)
| Klub                        | Sezon              | Liga                 | Liga  | Liga   | Puchar kraju | Puchar kraju | Puchar ligi | Puchar ligi | Suma  | Suma   |
| Klub                        | Sezon              | Liga                 | Mecze | Bramki | Mecze        | Bramki       | Mecze       | Bramki      | Mecze | Bramki |
| --------------------------- | ------------------ | -------------------- | ----- | ------ | ------------ | ------------ | ----------- | ----------- | ----- | ------ |
| Consolat Marsylia           | 2014/15            | Championnat National | 21    | 2      | 2            | 0            | –           | –           | 23    | 2      |
| Consolat Marsylia           | 2015/16            | Championnat National | 4     | 4      | 0            | 0            | –           | –           | 4     | 4      |
| Consolat Marsylia           | Ogólnie            | Ogólnie              | 25    | 6      | 2            | 0            | 0           | 0           | 27    | 6      |
| Chamois Niortais            | 2015/16            | Ligue 2              | 30    | 3      | 1            | 0            | 0           | 0           | 31    | 3      |
| Chamois Niortais            | Ogólnie            | Ogólnie              | 30    | 3      | 1            | 0            | 0           | 0           | 31    | 3      |
| FC Lorient                  | 2016/17            | Ligue 1              | 3     | 0      | 0            | 0            | 0           | 0           | 3     | 0      |
| FC Lorient                  | 2017/18            | Ligue 2              | 16    | 2      | 0            | 0            | 3           | 0           | 19    | 2      |
| FC Lorient                  | Ogólnie            | Ogólnie              | 19    | 2      | 0            | 0            | 3           | 0           | 22    | 2      |
| Tours FC (wyp.)             | 2016/17            | Ligue 2              | 16    | 2      | 0            | 0            | 0           | 0           | 16    | 2      |
| Tours FC (wyp.)             | Ogólnie            | Ogólnie              | 16    | 2      | 0            | 0            | 0           | 0           | 16    | 2      |
| AC Ajaccio (wyp.)           | 2017/18            | Ligue 2              | 13    | 1      | 0            | 0            | 0           | 0           | 13    | 1      |
| AC Ajaccio (wyp.)           | Ogólnie            | Ogólnie              | 13    | 1      | 0            | 0            | 0           | 0           | 13    | 1      |
| Royale Union Saint-Gilloise | 2018/19            | Eerste klasse B      | 30    | 17     | 4            | 0            | –           | –           | 34    | 17     |
| Royale Union Saint-Gilloise | 2019/20            | Eerste klasse B      | 1     | 2      | 0            | 0            | –           | –           | 1     | 2      |
| Royale Union Saint-Gilloise | Ogólnie            | Ogólnie              | 31    | 19     | 4            | 0            | 0           | 0           | 35    | 19     |
| KV Kortrijk                 | 2019/20            | Eerste klasse A      | 7     | 1      | 2            | 0            | –           | –           | 9     | 1      |
| KV Kortrijk                 | 2020/21            | Eerste klasse A      | 30    | 8      | 2            | 2            | –           | –           | 32    | 10     |
| KV Kortrijk                 | Ogólnie            | Ogólnie              | 37    | 9      | 4            | 2            | 0           | 0           | 41    | 11     |
| Ogólnie w karierze          | Ogólnie w karierze | Ogólnie w karierze   | 171   | 42     | 11           | 2            | 3           | 0           | 185   | 44     |

### Reprezentacyjne
(aktualne na dzień 18 lipca 2021)
| Reprezentacja | Rok     | Mecze | Bramki |
| ------------- | ------- | ----- | ------ |
| Komory        |         |       |        |
| 2017          | 1       | 0     |        |
| 2018          | 3       | 0     |        |
| 2019          | 6       | 1     |        |
| 2020          | 1       | 0     |        |
| 2021          | 2       | 0     |        |
| Ogólnie       | Ogólnie | 13    | 1      |

| Mecze i gole w reprezentacji | Mecze i gole w reprezentacji | Mecze i gole w reprezentacji | Mecze i gole w reprezentacji | Mecze i gole w reprezentacji | Mecze i gole w reprezentacji | Mecze i gole w reprezentacji | Mecze i gole w reprezentacji    |
| Lp.                          | Data                         | Miejsce                      | Gospodarz                    | Gość                         | Wynik                        | Gol                          | Rozgrywki                       |
| ---------------------------- | ---------------------------- | ---------------------------- | ---------------------------- | ---------------------------- | ---------------------------- | ---------------------------- | ------------------------------- |
| 1.                           | 11.11.2017                   | Saint-Leu-la-Forêt           | Komory                       | Madagaskar                   | 1:1                          |                              | Mecz towarzyski                 |
| 2.                           | 08.09.2018                   | Mitsamiouli                  | Komory                       | Kamerun                      | 1:1                          |                              | el. Pucharu Narodów Afryki 2019 |
| 3.                           | 13.10.2018                   | Casablanca                   | Maroko                       | Komory                       | 1:0                          |                              | el. Pucharu Narodów Afryki 2019 |
| 4.                           | 16.10.2018                   | Mitsamiouli                  | Komory                       | Maroko                       | 2:2                          |                              | el. Pucharu Narodów Afryki 2019 |
| 5.                           | 23.03.2019                   | Jaunde                       | Kamerun                      | Komory                       | 3:0                          |                              | el. Pucharu Narodów Afryki 2019 |
| 6.                           | 06.09.2019                   | Moroni                       | Komory                       | Togo                         | 1:1                          |                              | el. MŚ 2022                     |
| 7.                           | 10.09.2019                   | Lomé                         | Togo                         | Komory                       | 2:0                          |                              | el. MŚ 2022                     |
| 8.                           | 12.10.2019                   | Konakry                      | Komory                       | Gwinea                       | 1:0                          |                              | Mecz towarzyski                 |
| 9.                           | 14.11.2019                   | Lomé                         | Togo                         | Komory                       | 0:1                          | Gol                          | el. Pucharu Narodów Afryki 2021 |
| 10.                          | 18.11.2019                   | Moroni                       | Komory                       | Egipt                        | 0:0                          |                              | el. Pucharu Narodów Afryki 2021 |
| 11.                          | 11.10.2020                   | Tunis                        | Komory                       | Libia                        | 2:1                          |                              | Mecz towarzyski                 |
| 12.                          | 25.03.2021                   | Moroni                       | Komory                       | Togo                         | 0:0                          |                              | el. Pucharu Narodów Afryki 2021 |
| 13.                          | 29.03.2021                   | Kair                         | Egipt                        | Komory                       | 4:0                          |                              | el. Pucharu Narodów Afryki 2021 |